# Куликів (селище)
Ку́ли́ків — селище в Україні, у Львівському районі Львівської області.

## Географія
Розташований за 16 км на північ від обласного центру, 12 км на південний-схід від колишнього райцентру по прямій. На південь лежить Великий Дорошів, на схід Нове Село і Надичі, на північ Могиляни і Перемивки, на захід Мервичі і Костеїв, Візенберг.
Селище є центром Куликівської селищної громади, якій підпорядковані населені пункти — смт Куликів та 16 сіл. З 2020 року — Львівський район. Чисельність населення становить 3963 особи.

## Клімат
У Куликові помірний континентальний клітам зі значною кількістю опадів. Середня температура повітря Куликов 8.9 °C. Середня кількість опадів на рік становить 809 мм.
| Кліматограма Куликіва | Кліматограма Куликіва | Кліматограма Куликіва | Кліматограма Куликіва | Кліматограма Куликіва | Кліматограма Куликіва | Кліматограма Куликіва | Кліматограма Куликіва | Кліматограма Куликіва | Кліматограма Куликіва | Кліматограма Куликіва | Кліматограма Куликіва |
| --- | --------------------- | --------------------- | --------------------- | --------------------- | --------------------- | --------------------- | --------------------- | --------------------- | --------------------- | --------------------- | --------------------- |
| С | Л                     | Б                     | К                     | Т                     | Ч                     | Л                     | С                     | В                     | Ж                     | Л                     | Г                     |
| 46 0 −5 | 46 1 −5               | 52 7 −1               | 59 14 4               | 90 19 10              | 91 22 13              | 111 24 15             | 82 24 15              | 74 19 11              | 57 13 6               | 51 7 2                | 50 2 −3               |
| Середня макс. і мін. температури повітря (°C) Атмосферні опади (мм), за рік : 809 мм. Джерело: «Climate-Data.org» (англ.) |                       |                       |                       |                       |                       |                       |                       |                       |                       |                       |                       |

## Назва
За переказами назва Куликів походить від птахів (куликів), які селилися на островах великого озера, яке було на місці сучасного селища.

## Історія
Перша писемна згадка про Куликів сягає кінця XIV століття. 1399 року галицький латинський архієпископ Якуб Стшемє (Стрепа) видав акт про закріплення земельного наділу за куликівським костелом. У XV столітті село мало паралельну назву — Бощ або Божч. Назва Бощ, або правильніше Божич, походить від назви давньослов'янського культу Божича. У західно-слов'янській міфології культ Божича як сина Бога святкувався на початку нового року. Ймовірно, цей культ відправлявся на цій горі, де пізніше виріс Куликів. Також поселення Божич може стосуватися легендарного князя антів — Божа, і до племені бужан що мешкали на цих теренах.
Назву «Куликів» це поселення отримало швидше за все після приєднання цих теренів до Києва. У документі від 23 лютого 1431 року йдеться про те, що «Бощ або Куликів» передано в дар канцлеру Королівства Польського Янові «Ташці» з Конєцполя (сину Якуба Конєцпольського) як нагороду за довголітню службу.
Перемиський каштелян Добєслав Одровонж із Журавиці ({{пом}{ 1475) був державцем королівщини — «Куликівського ключа» (також Глинянського).
1469 року на прохання перемишльського стольника Миколая (Міклаша) Гербурта король надав Куликову міські права.
4 червня 1508 року польський шляхтич Ян Опоровський гербу Сулима та його брат Анджей провели поділ спільного майна. Згідно з цим, Ян Опоровський отримав по матері маєтки в Галицькій Русі, серед яких — половина Куликова.
Містечко належало до Жовківського повіту. Давніше тут був великий став, потім значно осушений. Середину території займала міська забудова (висота 265 м) і передмістя: Жовківське на північній стороні, Вальське і Загородське в західній стороні, а Львівське в південній стороні. В південно-західній стороні підноситься узгір'я Заскоки до 275 м. Через Куликів проходить дорога Львів — Жовква. Згідно з переписом населення в 1880 році було 3226 жителів у гміні, 66 на території двору (близько 2000 греко-католицького обряду, 400 римо-католиків, 900 євреїв).
Першій надав (згідно з документами від 1763 року) польський королевич Якуб Людвік Собеський орного поля 14 моргів і 4 морги сіножаті в Надичах; для другої купили жителі передмістя 6 моргів орного поля і сіножаті за 200 злотих. 
До Куликівського деканату належали наступні парафії: Артасів, Дорошів, Зіболки, Цеперів, Честині, Колодно, Колоденці, Куликів, Кукезів, Нагірці, Нове село, Ременів, Стронятин, Сулимів, Жовтанці і Звертів. В Куликові була пошта, 2-ох класна школа, аптека, кредитна каса «Надія» з кількістю членів (в 1881 році) 293.
Щодо промисловості, то містечко колись мало більше, ніж тепер значення. У XVII—XVIII століттях вироблялися тут бурки і килими. Цю фабрику заснував Ян III Собеський. Як дідич містечка він поселяв тут турецьких і татарських полонених, а вони займались виробництвом цих виробів. Про існування цих фабрик сьогодні вже забули, але нащадки згаданих полонених пам'ятали про своє походження і займаються в основному садівництвом (постачають у Львів овочі) і шевством. В мові цих куликівських міщан траплялись іншомовні вирази як слід їхнього іншомовного походження. У XVIII столітті виробляли тут добрий мед (напій), пекли хліб. У північно-східній частині містечка є сліди давньоруського городища XI—XII століття.
На внутрішні стосунки містечка, на спосіб життя жителів проливає цікаве світло «Akta lawnicze kulikowskie od r. 1694 do 1717». З цих актів можна довідатись, що давні куликівці були задерикуватими й охочими до бійки. Билися постійно, всюди, у шинках, у приватних будинках, на ринку, інколи на вході до міської ради, християни і євреї, жінки і мужчини, звичайні міщани і урядовці, інколи і бургомістр, а навіть і ксьондз. Билися не тільки між собою, але навіть і з чужими, що їм по дорозі попадались. Бились для вирішення своїх суперечок або щоб помститись за справжні чи надумані кривди, але дуже часто просто без причини. А після бійки йшли одразу до міської ради для внесення взаємних скарг. Тих бійок було стільки, що зі 192 сторінок, яких має вищеназваний документ, 30 сторінок займають скарги і ще стільки ж рішення у цих справах. Хоч куликівці були схильні до бійок, проте інших злочинів майже не робили: за 19 років у цих актах можна знайти тільки чотири справи про крадіжки. Куликівці були людьми заможними, про що свідчать їхні заповіти; часто мали по декілька чвертей поля.
У 1940—1941 та 1944—1959 роках селище було центром Куликівського району.

## Населення
Станом на 2022 рік населення Куликова становило 4,092 особи.

### Мова
Розподіл населення за рідною мовою за даними перепису 2001 року:
| Мова            | Кількість | Відсоток |
| --------------- | --------- | -------- |
| українська      | 3864      | 98.72 %  |
| циганська       | 26        | 0.66 %   |
| російська       | 20        | 0.51 %   |
| білоруська      | 1         | 0.03 %   |
| румунська       | 1         | 0.03 %   |
| інші/не вказали | 2         | 0.05 %   |
| Усього          | 3914      | 100 %    |

## Релігійне життя

### УГКЦ
Парафія греко-католицька і греко-католицький деканат на місці, належав до Перемишльської дієцезії. До парафії належали крім містечка і Жовківського передмістя, села: Гребінці і Надичі. Церкви було дві: парафіяльна церква Успення Пресвятої Богородиці (перша згадка від 1515 року) в самому містечку; філіальна Церква Св. Великомученика Димитрія (збудована у 1721 році) на Жовківському передмісті.

### РКЦ
Парафія римо-католицька була на місці, належала до Жовківського деканату, Львівської архідієцезії. Рік заснування («ерекції») парафії 1398, фундація Миколая — власника Куликова. Галицький архієпископ РКЦ Якуб Стшемє видав в Галичі 1399 року акт закладення куликівського костелу. Теперішній костел святого Миколая, збудований у 1538 році коштом Миколая Гербурта з Однова та посвячений 1546 року.

## Жіночий монастир Воздвиження Чесного Хреста
Монастир розташовувався неподалік міського ставу. Перша згадка про неї походить з 1680 року. Цього року о. Йосиф Криницький, парох з села Винники, подарував до монастирської церкви плащаницю.
21 липня 1743 року новий власник міста князь Міхал Радзівілл «Рибонька» видав львівському греко-католицькому єпископові Атанасію (Шептицькому) документ, яким дозволив закрити жіночі монастирі у Куликові, Жовкві та Сасові. Незабаром Куликівський монастир був скасований.
У другій половині XIX століття, як подає «Słownik Geograficzny Królestwa Polskiego», у місті залишалися ще сліди давнього монастиря на узгір'ї над ставом. Була тут також лука, яку називали «У Монастирі».

## Культура

### Музеї
- Куликів і Куликівщина — краєзнавчий музей, директор — Богдан Савчук.
- музейна кімната Богдана Ступки — розташована в будівлі Народного дому Куликова, відкриття приурочене до 75–ліття від дня народження актора (2016).

### Пам′ятники
- погруддя Богдана Ступки — встановлено біля будівлі Народного дому Куликова з нагоди 76–тої річниці від дня народження (2017)[11]

## Освіта
- Куликівський опорний заклад загальної середньої освіти I—III ступенів Жовківської міської ради Львівської області, директор — Тарас Гнатюк;
- Куликівська селищна бібліотека.

## Відомі люди

### Уродженці Куликова
- Грабар Назар Петрович (16.10.2002—21.12.2022) — український військовослужбовець, солдат Збройних сил України, учасник російсько-української війни. Загинув у н.п. Межова, Синельниківського району, Дніпропетровської області. Похований 29.12.2022 в смт. Куликів.
- Гринів Володимир-«Кремінський» — крайовий провідник ОУН у Кракові, член Революційного Проводу ОУН
- отець Сильвестр Лепкий — галицький літератор (літературний псевдонім — Марко Мурава) та батько поетів Богдана та Левка Лепких, педагога Миколи Лепкого.
- Мирон Лозинський — український учений у галузі хімії біологічно активних речовин, академік Національної академії наук України.
- Роман Мих — український архітектор, заслужений архітектор УРСР.
- Курило Петро (нар.1920) — український письменник.
- Марек Ляксер (1886, Куликів — ?) — архітектор, який працював у Львові.
- Богдан Ступка (1941—2012) — український актор театру і кіно.
- Самсон Блох — єврейський вчений. Походив з Куликова[12]. Написав на івриті працю «Szebile Olam» (Географія Азії) і видав її 1830 року в єврейській друкарні Мейергофера (Жовква).
- Агата Турчинська — українська письменниця (поетка і прозаїк).
- Степан Шах — педагог (класичний філолог) і просвітянський діяч.
- Володимир Вільчинський (1 травня 1967) — колишній радянський та український футболіст, захисник. Майстер спорту України, фіналіст кубка України (1999).
- Колачник Дмитро Сильвестрович (19.11.1965 — 22.03.2022) — солдат ЗСУ, загинув поблизу м. Попасна, Сєвєродонецького району, Луганської області.
- Сировець Мирослав Васильович (30.08.1997 — 09.04.2022) — солдат ЗСУ, загинув поблизу м. Попасна, Сєвєродонецького району, Луганської області.
- Ціп Богдан Миронович (22.10.1976 — 22.08.2022) — солдат ЗСУ, помер у лікарні сел. Немирів, Яворівського району, Львівської області.
- Дрозд Іван Васильович (09.09.1984 — 09.02.2023) — солдат ЗСУ, помер у с. Осадче, Синельниківського району, Дніпропетровської області.
- Саприкін Іван Едуардович (16.07.1988 — 14.05.2023) — солдат ЗСУ, помер у м. Суми.
- Харків Андрій Васильович (09.11.1997—15.08.2023) — старший лейтенант Збройних Сил України, учасник російсько-української війни. Загинув в с. Роботине, Пологівського району, Запорізької області. Поховали захисника в сел. Куликів.
- Сполітак Микола Вікторович (20.12.1980 — 30.07.2023) — солдат ЗСУ, загинув поблизу с. Берестове, Бахмутського району, Донецької області.
- Курило Андрій Тарасович (19.03.1972 — 21.06.2024) — солдат ЗСУ, уродженець м. Львів, житель сел. Куликів. Загинув поблизу с. Тихе, Чугуївського району, Харківської області. Поховали захисника 01.07.2024 на Личаківському кладовищі в м. Львів.
- Струк Михайло (1991 — 24.03.2024) — солдат ЗСУ, уродженець с. Зіболки, житель сел. Куликів, помер в лікарні, внаслідок поранень отриманих на полі бою. Поховали захисника 30.03.2024 на кладовищі с. Нагірці.
- Мацько Зіновій Степанович (1974 - 01.08.2024) - сержант ЗСУ, загинув в районі с. Одрадне, Куп'янського району, Харківської області. Поховали захисника 05.08.2024 в сел. Куликів.

### Пов′язані з Куликовом
- Степан Коновалець — брат Євгена та Мирона Коновальців, лікар у Куликові[13].
- Дзюбало Андрій Дмитрович — громадський діяч, війт Куликова (1915 р.).

### Дідичі
- Ян з Куликова — староста городоцький, щирецький[14].